# Youssef Aït Bennasser
Youssef Aït Bennasser (Toul, 7 de julho de 1996) é um futebolista marroquino que atua como meio-campo. Atualmente, joga pelo Adanaspor.

## Carreira
Youssef Aït Bennasser fez parte do elenco da Seleção Marroquina de Futebol na Campeonato Africano das Nações de 2017.